# Wahlkreis Oxford
Der Wahlkreis Oxford war von 1295 bis 1983 ein Wahlkreis (englisch constituency) für die Wahl eines Abgeordneten des britischen Unterhauses (House of Commons), der die Stadt Oxford umfasste.

## Ergebnisse (seit 1945)

### Parlamentswahl 1945
| Kandidaten           | Kandidaten                    | Parteien           | Stimmen | %    |
| -------------------- | ----------------------------- | ------------------ | ------- | ---- |
|                      | Quintin McGarel Hogg          | Conservative Party | 14.314  | 45,3 |
|                      | Frank Pakenham                | Labour Party       | 11.451  | 36,2 |
|                      | Antony Charles Wynyard Norman | Liberal Party      | 5.860   | 18,5 |
| Gesamt               | Gesamt                        | Gesamt             | 31.625  | 100  |
|                      |                               |                    |         |      |
| Quelle: UK Parlament |                               |                    |         |      |

### Parlamentswahl 1950
| Kandidaten           | Kandidaten             | Parteien                         | Stimmen | %    |
| -------------------- | ---------------------- | -------------------------------- | ------- | ---- |
|                      | Quintin McGarel Hogg   | Conservative Party               | 27.508  | 46,9 |
|                      | Elizabeth Pakenham     | Labour Party                     | 23.902  | 40,7 |
|                      | Donald William Tweddle | Liberal Party                    | 6.807   | 11,6 |
|                      | Ernest Keeling         | Communist Party of Great Britain | 494     | 0,8  |
| Gesamt               | Gesamt                 | Gesamt                           | 58.711  | 100  |
|                      |                        |                                  |         |      |
| Quelle: UK Parlament |                        |                                  |         |      |

### Nachwahl 1950
Die Wahl fand am 2. November statt.
| Kandidaten                                      | Kandidaten            | Parteien           | Stimmen | %    |
| ----------------------------------------------- | --------------------- | ------------------ | ------- | ---- |
|                                                 | Lawrence Turner       | Conservative Party | 27.583  | 57,5 |
|                                                 | Sydney Kersland Lewis | Labour Party       | 20.385  | 42,5 |
| Gesamt                                          | Gesamt                | Gesamt             | 47.968  | 100  |
|                                                 |                       |                    |         |      |
| Quelle: The Lethbridge Herald, 03/11/1950, s. 3 |                       |                    |         |      |

### Parlamentswahl 1951
| Kandidaten           | Kandidaten      | Parteien           | Stimmen | %    |
| -------------------- | --------------- | ------------------ | ------- | ---- |
|                      | Lawrence Turner | Conservative Party | 32.367  | 56,0 |
|                      | George Elvin    | Labour Party       | 25.427  | 44,0 |
| Gesamt               | Gesamt          | Gesamt             | 57.794  | 100  |
|                      |                 |                    |         |      |
| Quelle: UK Parlament |                 |                    |         |      |

### Parlamentswahl 1955
| Kandidaten           | Kandidaten      | Parteien           | Stimmen | %    |
| -------------------- | --------------- | ------------------ | ------- | ---- |
|                      | Lawrence Turner | Conservative Party | 27.708  | 52,3 |
|                      | George Elvin    | Labour Party       | 19.930  | 37,6 |
|                      | Ivor Davies     | Liberal Party      | 5.336   | 10,1 |
| Gesamt               | Gesamt          | Gesamt             | 52.974  | 100  |
|                      |                 |                    |         |      |
| Quelle: UK Parlament |                 |                    |         |      |

### Parlamentswahl 1959
| Kandidaten           | Kandidaten                     | Parteien           | Stimmen | %    |
| -------------------- | ------------------------------ | ------------------ | ------- | ---- |
|                      | Christopher Montague Woodhouse | Conservative Party | 26.798  | 50,9 |
|                      | Leslie N Anderton              | Labour Party       | 18.310  | 34,8 |
|                      | Ivor Davies                    | Liberal Party      | 7.491   | 14,2 |
| Gesamt               | Gesamt                         | Gesamt             | 52.599  | 100  |
|                      |                                |                    |         |      |
| Quelle: UK Parlament |                                |                    |         |      |

### Parlamentswahl 1964
| Kandidaten           | Kandidaten                     | Parteien           | Stimmen | %    |
| -------------------- | ------------------------------ | ------------------ | ------- | ---- |
|                      | Christopher Montague Woodhouse | Conservative Party | 22.212  | 42,9 |
|                      | Evan Luard                     | Labour Party       | 20.783  | 40,1 |
|                      | Ivor Davies                    | Liberal Party      | 8.797   | 17,0 |
| Gesamt               | Gesamt                         | Gesamt             | 51.792  | 100  |
|                      |                                |                    |         |      |
| Quelle: UK Parlament |                                |                    |         |      |

### Parlamentswahl 1966
| Kandidaten           | Kandidaten                         | Parteien           | Stimmen | %    |
| -------------------- | ---------------------------------- | ------------------ | ------- | ---- |
|                      | Evan Luard                         | Labour Party       | 24.412  | 46,5 |
|                      | Christopher Montague Woodhouse     | Conservative Party | 21.987  | 41,8 |
|                      | Alexander Duncan Campbell Peterson | Liberal Party      | 6.152   | 11,7 |
| Gesamt               | Gesamt                             | Gesamt             | 52.551  | 100  |
|                      |                                    |                    |         |      |
| Quelle: UK Parlament |                                    |                    |         |      |

### Parlamentswahl 1970
| Kandidaten           | Kandidaten                     | Parteien           | Stimmen | %    |
| -------------------- | ------------------------------ | ------------------ | ------- | ---- |
|                      | Christopher Montague Woodhouse | Conservative Party | 24.873  | 47,0 |
|                      | Evan Luard                     | Labour Party       | 22.989  | 43,4 |
|                      | Peter H Reeves                 | Liberal Party      | 5.103   | 9,6  |
| Gesamt               | Gesamt                         | Gesamt             | 52.965  | 100  |
|                      |                                |                    |         |      |
| Quelle: UK Parlament |                                |                    |         |      |

### Parlamentswahl Februar 1974
| Kandidaten           | Kandidaten                     | Parteien           | Stimmen | %    |
| -------------------- | ------------------------------ | ------------------ | ------- | ---- |
|                      | Christopher Montague Woodhouse | Conservative Party | 23.967  | 39,8 |
|                      | Evan Luard                     | Labour Party       | 23.146  | 38,4 |
|                      | MS Butler                      | Liberal Party      | 13.094  | 21,7 |
| Gesamt               | Gesamt                         | Gesamt             | 60.207  | 100  |
|                      |                                |                    |         |      |
| Quelle: UK Parlament |                                |                    |         |      |

### Parlamentswahl Oktober 1974
| Kandidaten           | Kandidaten                     | Parteien               | Stimmen | %    |
| -------------------- | ------------------------------ | ---------------------- | ------- | ---- |
|                      | Evan Luard                     | Labour Party           | 23.359  | 42,7 |
|                      | Christopher Montague Woodhouse | Conservative Party     | 22.323  | 40,8 |
|                      | MS Butler                      | Liberal Party          | 8.374   | 15,3 |
|                      | Ian Anderson                   | British National Front | 572     | 1,0  |
|                      | Bernice Olive Smith            | unabhängig             | 64      | 0,1  |
| Gesamt               | Gesamt                         | Gesamt                 | 54.692  | 100  |
|                      |                                |                        |         |      |
| Quelle: UK Parlament |                                |                        |         |      |

### Parlamentswahl 1979
| Kandidaten           | Kandidaten          | Parteien                   | Stimmen | %    |
| -------------------- | ------------------- | -------------------------- | ------- | ---- |
|                      | John Patten         | Conservative Party         | 27.459  | 45,3 |
|                      | Evan Luard          | Labour Party               | 25.962  | 42,8 |
|                      | Dermot Roaf         | Liberal Party              | 6.234   | 10,3 |
|                      | Anthony Cheke       | Oxford Ecological Movement | 887     | 1,5  |
|                      | Bernice Olive Smith | unabhängig                 | 72      | 0,1  |
| Gesamt               | Gesamt              | Gesamt                     | 60.614  | 100  |
|                      |                     |                            |         |      |
| Quelle: UK Parlament |                     |                            |         |      |